# Dobitnici Porina 2024.
Glazbena nagrada Porin dodijelila se 23. ožujka 2024. godine za prethodnu 2023. godinu. Nagrada se dodijelila u 35 kategorija uz izravan televizijski prijenos na HRT1 te radijski prijenos na HR2. Voditelji programa bili su Jelena Glišić i Ivan Vukušić. Redateljica dodjele bila je Saša Broz, redatelj prijenosa Ivan Miladinov.

## Nominirani

### Nominacije u Kategoriji br. 1 – Album godine
| Album                             | Izvođač            | Glazbeni producent | Nakladnik                       |
| --------------------------------- | ------------------ | --- | ------------------------------- |
| Dvojko                            | Vojko V            | Andrija Vujević, Vedran Zenzerović, Mihovil Šoštarić                                                                                                  | Croatia Records                 |
| Follow the Blind Man              | Jelusick           | Dino Jelusić | Aquarius Records / Escape Music |
| Live at Dom sportova, 12.11.2022. | Goran Bare & Majke | Mauro Širol, Mario Rašić | Croatia Records                 |
| Massimo Arena Zagreb              | Massimo            | Dragutin Smokrović Smokva, Massimo Savić | Aquarius Records                |
| Monologue                         | Mia Dimšić         | Ivan Pešut, Rando Stipišić, Luka Mrduljaš, Vedran Baotić, Ivan Huljić, Hrvoje Domazet, Bojan Šalamon Shalla, Ante Gelo, Damir Bačić, Vjekoslav Dimter | Croatia Records                 |

### Nominacije u Kategoriji br. 2 – Pjesma godine
| Skladba                  | Autor                                                 | Album        | Izvođač           | Nakladnik               |
| ------------------------ | ----------------------------------------------------- | ------------ | ----------------- | ----------------------- |
| Dižeš me                 | Davor Gobac                                           | singl        | Psihomodo pop     | Dallas Records          |
| Mama ŠČ!                 | Damir Martinović, Zoran Prodanović / Damir Martinović | ŠČ!          | Let 3             | Dallas Records          |
| Mamacita                 | Andrija Vujević, Mihovil Šoštarić / Andrija Vujević   | Dvojko       | Vojko V           | Croatia Records         |
| Moja glava, moja pravila | Husein Hasanefendić Hus                               | singl        | Parni valjak      | Croatia Records         |
| Stare navike             | Jasenko Houra / Jasenko Houra, Ines Prajo             | Stare navike | Prljavo kazalište | IDM Music / Houra Group |

### Nominacije u Kategoriji br. 3 – Novi izvođač godine
| Izvođač  | Nakladnik           |
| -------- | ------------------- |
| Idem     | JeboTon / Mudri Brk |
| Lu Dedić | Croatia Records     |
| Pava     | Croatia Records     |

### Nominacije u Kategoriji br. 4 – Najbolji album zabavne glazbe
| Album                   | Izvođač            | Glazbeni producent                                                     | Nakladnik       |
| ----------------------- | ------------------ | ---------------------------------------------------------------------- | --------------- |
| Ispod ovih oblaka       | Gazde              | Predrag Martinjak, Marko Bujanović, Damir Popović, Hrvoje Grčević      | Gazde Art       |
| Tako je to kada se voli | Vladimir Kočiš Zec | Dragutin Smokrović Smokva, Miroslav Rus, Tihomir Ivanetić, Ivica Murat | Croatia Records |
| Zapleši twist           | Swingers           | Robert Mareković, Filip Vidović                                        | Croatia Records |

### Nominacije u Kategoriji br. 5 – Najbolji album pop glazbe
| Album                   | Izvođač                        | Glazbeni producent               | Nakladnik        |
| ----------------------- | ------------------------------ | -------------------------------- | ---------------- |
| Blues po kišnim plažama | Natali Dizdar                  | Jura Ferina, Pavle Miholjević    | Aquarius Records |
| Master Blaster          | Detour                         | Nenad Borgudan, Marko Mihaljević | Aquarius Records |
| Vile se ovdje igraju    | Matija Cvek & The Funkensteins | Ivan Pešut                       | Menart           |

### Nominacije u Kategoriji br. 6 – Najbolji album rock glazbe
| Album                | Izvođač                  | Glazbeni producent          | Nakladnik                       |
| -------------------- | ------------------------ | --------------------------- | ------------------------------- |
| Follow the Blind Man | Jelusick                 | Dino Jelusić                | Aquarius Records / Escape Music |
| Kino i kokice        | Bang Bang                | Hrvoje Prskalo              | Croatia Records                 |
| Vesna                | Pips, Chips & Videoclips | Ivan Božanić, Marko Levanić | LAA                             |

### Nominacije u Kategoriji br. 7 – Najbolji album alternativne glazbe
| Album            | Izvođač    | Glazbeni producent                   | Nakladnik                |
| ---------------- | ---------- | ------------------------------------ | ------------------------ |
| ...Iz noći u dan | Gretta     | Denis Mujadžić Denyken, Jere Šešelja | Spona / Aquarius Records |
| Jezero           | Nina Romić | Silvio Bočić                         | Aquarius Records         |
| ŠČ! (extended)   | Let 3      | Matej Zec                            | Dallas Records           |

### Nominacije u Kategoriji br. 8 – Najbolji album Hip Hop glazbe
| Album  | Izvođač       | Glazbeni producent | Nakladnik       |
| ------ | ------------- | --- | --------------- |
| Dvojko | Vojko V       | Andrija Vujević, Vedran Zenzerović, Mihovil Šoštarić                                                                                              | Croatia Records |
| Unutra | Reper iz sobe | Ante Prgin Surka, Davor Doležal, Toni Tkalec | Menart          |
| X      | Kuku$         | Mihovil Šoštarić Lockroom, Mislav Kljenak, Ivan Godina, Arian Vuica, Roko Bekavac, Leon Turkalj, Zvonimir Kos, Haris Rahmanović, Marko Brigljević | Metropola       |

### Nominacije u Kategoriji br. 9 – Najbolji album elektroničke glazbe
| Album                  | Izvođač      | Glazbeni producent                                                                                        | Nakladnik        |
| ---------------------- | ------------ | --- | ---------------- |
| III                    | Pocket Palma | Anja Papa, Luka Vidović, Bruno Žabek                                                                      | Aquarius Records |
| In Expectation of Dawn | Petar Dundov | Petar Dundov                                                                                              | Petar Dundov     |
| Mama ŠČ! (Remixes)     | Let 3        | Matej Zec, Iztok Turk, Marin Gospić, Denis Goldin, Saša Welles, Arsen Pavešić, Rok Baljak, Marino Popović | Dallas Records   |

### Nominacije u Kategoriji br. 10 – Najbolja ženska vokalna izvedba
| Vokalni Izvođač | Skladba      | Album                   | Nakladnik        |
| --------------- | ------------ | ----------------------- | ---------------- |
| Natali Dizdar   | Krug         | Blues po kišnim plažama | Aquarius Records |
| Vanna           | Navika       | Singl                   | Croatia Records  |
| Zorica Kondža   | Nemirno srce | Singl                   | Hit Records      |

### Nominacije u Kategoriji br. 11 – Najbolja muška vokalna izvedba
| Vokalni Izvođač | Skladba           | Album         | Nakladnik                |
| --------------- | ----------------- | ------------- | ------------------------ |
| Boris Štok      | Grijeh            | singl         | Aquarius Records         |
| Filip Rudan     | The Outside       | Everyday View | Universal Music Hrvatska |
| Marko Tolja     | Nismo znali bolje | singl         | Aquarius Records         |

### Nominacije u Kategoriji br. 12 – Najbolja izvedba grupe s vokalom
| Izvođač            | Skladba                  | Album                             | Nakladnik                       |
| ------------------ | ------------------------ | --------------------------------- | ------------------------------- |
| Goran Bare & Majke | Budi ponosan (live)      | Live at Dom sportova, 12.11.2022. | Croatia Records                 |
| Jelusick           | The Great Divide         | Follow the Blind Man              | Aquarius Records / Escape Music |
| Parni valjak       | Moja glava, moja pravila | singl                             | Croatia Records                 |

### Nominacije u Kategoriji br. 13 – Najbolja vokalna suradnja
| Izvođač                   | Skladba    | Album                          | Nakladnik                        |
| ------------------------- | ---------- | ------------------------------ | -------------------------------- |
| Miach, Grše               | Led        | Insomnia                       | YEM                              |
| Neno Belan & Mia Dimšić   | Ajmo u đir | singl                          | Dallas Records / Croatia Records |
| Petar Grašo i Nina Badrić | Nemoj      | Melodije Jadrana – Split 2023. | Tonika / Aquarius Records        |

### Nominacije u Kategoriji br. 14 – Najbolji album jazz glazbe
| Album            | Izvođač                           | Glazbeni producent              | Nakladnik                |
| ---------------- | --------------------------------- | ------------------------------- | ------------------------ |
| Candide          | Mario Bočić & Jazz orkestar HRT–a | Igor Geržina                    | Croatia Records / HRT    |
| Family & Friends | Matija Dedić                      | Goran Martinac, Matija Dedić    | Croatia Records / Cantus |
| Nuvola           | Tamara Obrovac Quartet            | Bernard Mihalić, Tamara Obrovac | Cantus                   |

### Nominacije u Kategoriji br. 15 – Najbolja skladba jazz glazbe
| Skladba   | Autor           | Album     | Izvođač                           | Nakladnik             |
| --------- | --------------- | --------- | --------------------------------- | --------------------- |
| Free Fall | Branimir Gazdik | Free Fall | Branimir Gazdik Quintet           | Dallas Records        |
| Kupa      | Mario Bočić     | Candide   | Mario Bočić i Jazz orkestar HRT–a | Croatia Records / HRT |
| Oče moj   | Tamara Obrovac  | Nuvola    | Tamara Obrovac Quartet            | Cantus                |

### Nominacije u Kategoriji br. 16 – Najbolja izvedba jazz glazbe
| Izvođač                           | Skladba             | Album            | Nakladnik                |
| --------------------------------- | ------------------- | ---------------- | ------------------------ |
| Mario Bočić i Jazz orkestar HRT–a | It's never too late | Candide          | Croatia Records / HRT    |
| Matija Dedić                      | Humpty Dumpty, live | Family & Friends | Croatia Records / Cantus |
| Tamara Obrovac Quartet            | Dvi divojke         | Nuvola           | Cantus                   |

### Nominacije u Kategoriji br. 17 – Najbolji album folklorne glazbe
| Album                                                   | Izvođač                 | Glazbeni producent                 | Nakladnik         |
| ------------------------------------------------------- | ----------------------- | ---------------------------------- | ----------------- |
| Kak da bilo je jučer                                    | Klapa Bistrica          | Davor Totović                      | Scardona          |
| Momci srebro, a cure su zlato, Kuterevo to je tebi dato | KUD Dangubice, Kuterevo | Bernard Mihalić, Margareta Mihalić | Studio Podmornica |
| Stari glas                                              | MPS Spačva              | Tihomir Ivanetić                   | Croatia Records   |

### Nominacije u Kategoriji br. 18 – Najbolji album etno glazbe
| Album                  | Izvođač                      | Glazbeni producent / Urednik | Nakladnik                    |
| ---------------------- | ---------------------------- | ---------------------------- | ---------------------------- |
| Bog nam greh oprosti   | Cinkuši                      | Igor Ivanković               | Mast Produkcija              |
| Moje srce se reskoli   | Dunja Knebl i Adam Semijalac | Adam Semijalac, Dunja Knebl  | Dunja Knebl / Adam Semijalac |
| Nosila je rubac črleni | Cinkuši                      | Igor Ivanković               | Mast Produkcija              |

### Nominacije u Kategoriji br. 19 – Najbolji album tamburaške glazbe
| Album                                                | Izvođač                     | Glazbeni producent / Urednik | Nakladnik       |
| ---------------------------------------------------- | --------------------------- | ---------------------------- | --------------- |
| Najbolji hrvatski tamburaši – 35 godina              | Najbolji hrvatski tamburaši | Stanko Šarić                 | Mirna Aria      |
| Šokačke pisme (18. glazbeni festival, Županja 2023.) | Razni izvođači              | Darko Kujundžić              | Croatia Records |
| Zlatne žice Slavonije 2023.                          | Razni izvođači              | Saša Botički                 | Croatia Records |

### Nominacije u Kategoriji br. 20 – Najbolji album međužanrovske glazbe
| Album                | Izvođač                                              | Glazbeni producent            | Nakladnik              |
| -------------------- | ---------------------------------------------------- | ----------------------------- | ---------------------- |
| Dandelion            | Pianotron – Zvjezdan Ružić & Golden Bulgarian Voices | Zvjezdan Ružić                | Zvjezdan Ružić         |
| Dino Dvornik Tribute | Jazz orkestar HRT–a i gosti                          | Igor Geržina                  | Croatia Records / HRT  |
| Nešto veće od nas    | Mangroove i Jazz orkestar HRT–a                      | Toni Starešinić, Igor Geržina | Aquarius Records / HRT |

### Nominacije u Kategoriji br. 21 – Najbolji aranžman
| Aranžer                      | Skladba                 | Album | Izvođač                              | Nakladnik             |
| ---------------------------- | ----------------------- | ----- | ------------------------------------ | --------------------- |
| Ante Gelo                    | Dobar znak (Talijaneza) | Singl | Urban&4 i Simfonijski orkestar HRT–a | Croatia Records / HRT |
| Damir Martinović, Olja Dešić | Mama ŠČ!                | ŠČ!   | Let 3                                | Dallas Records        |
| Ivan Popeskić                | Ruke sigurne            | singl | Marko Tolja                          | Aquarius Records      |

### Nominacije u Kategoriji br. 22 – Producent godine
| Glazbeni producent | Skladba              | Album                          | Izvođač                        | Nakladnik        |
| ------------------ | -------------------- | ------------------------------ | ------------------------------ | ---------------- |
| Goran Martinac     | Noćni taxi           | Bobo Knežević                  | Bobo Knežević                  | Croatia Records  |
| Goran Martinac     | Role filmova         | The Splitters                  | The Splitters                  | Croatia Records  |
| Ivan Pešut         | 11                   | Nika Turković                  | Nika Turković                  | Aquarius Records |
| Ivan Pešut         | Vile se ovdje igraju | Matija Cvek & The Funkensteins | Matija Cvek & The Funkensteins | Menart           |
| Ivan Pešut         | Wanderlust           | Ivan Pešut                     | Ivan Pešut                     | Aquarius Records |
| Ivan Pešut         | Stranac kojeg znam   | singl                          | Mia Dimšić                     | Croatia Records  |
| Ivan Pešut         | Monologue            | Monologue                      | Mia Dimšić                     | Croatia Records  |
| Ivan Popeskić      | Pianissimo           | Marko Tolja                    | Marko Tolja                    | Aquarius Records |
| Ivan Popeskić      | Nismo znali bolje    | singl                          | Marko Tolja                    | Aquarius Records |
| Ivan Popeskić      | Bum bum              | singl                          | Antonela Doko                  | Croatia Records  |
| Ivan Popeskić      | Pogled               | singl                          | Tina Vukov                     | Croatia Records  |
| Ivan Popeskić      | Mantra               | Između nas                     | Mateo Pilat                    | Aquarius Records |

### Nominacije u Kategoriji br. 23 – Najbolja snimka albuma
| Snimateljski tim                                                           | Album                | Izvođač | Nakladnik                |
| -------------------------------------------------------------------------- | -------------------- | --- | ------------------------ |
| Majstor snimanja Dragutin Smokrović Majstor miksa Dragutin Smokrović       | Massimo Arena Zagreb | Massimo | Aquarius Records         |
| Majstor snimanja Emir Altić Majstor miksa Emir Altić                       | Božić oko svijeta    | Marko Tolja, Valentina Fijačko Kobić, Lazaro Amed Hierrezuelo Zumeta, Alba Nacinovich, Sabrina Hebiri; Zbor, Jazz orkestar, gudači Simfonijskog orkestra HRT–a; Miron Hauser, Olja Dešić, dirigenti; | HRT                      |
| Majstor snimanja Goran Martinac Majstor miksa Goran Martinac               | Noćni taxi           | Bobo Knežević | Croatia Records          |
| Majstor snimanja Mario Mavrin, Goran Martinac Majstor miksa Goran Martinac | Family & Friends     | Matija Dedić | Croatia Records / Cantus |

### Nominacije u Kategoriji br. 24 – Najbolji album klasične glazbe
| Album                                            | Izvođač | Glazbeni producent                   | Nakladnik       |
| ------------------------------------------------ | --- | ------------------------------------ | --------------- |
| Berislav Šipuš: Pasija                           | Zbor Hrvatske radiotelevizije; Tomislav Fačini, dirigent; Monika Cerovčec, sopran; Martina Gojčeta Silić, mezzosopran; Roko Radovan, tenor; Marko Špehar, bas; Sreten Mokrović, govornik; Branimir Pustički, violončelo; Mirjana Krišković i Veronika Ćiković, harfe; Hrvoje Sekovanić, Šimun Matišić, Marko Mihajlović, Fran Krsto Šercar, udaraljke | Krešimir Petar Pustički              | Cantus / HRT    |
| Frano Parać: Carmina Krležiana / Missa Maruliana | Zbor i Simfonijski orkestar HRT–a, Cantores sancti Marci, Akademski zbor Ivan Goran Kovačić, Tonči Bilić, dirigent; Danijel Ljuboja, govornik; Kristina Kolar, sopran; Ljubomir Puškarić, bariton | Krešimir Seletković, Pero Mihojević  | Cantus / HRT    |
| Ivo Josipović: Lennon                            | Zbor i orkestar HNK Zagreb i solisti: Domagoj Dorotić, Marija Kuhar Šoša, Dubravka Šeparović Mušović, Ozren Bilušić, Kristina Anđelka Opar, Sofia Ameli Gojić, Helena Lucić Šego, Siniša Galović, Dario Ćurić, Davor Radić, Siniša Hapač, Alen Ruško, Siniša Štork; Ivan Josip Skender, dirigent                                                      | Margareta Mihalić, Robert Tanasković | Croatia Records |

### Nominacije u Kategoriji br. 25 – Najbolja skladba klasične glazbe
| Skladba                                  | Autor          | Album                  | Izvođač | Nakladnik    |
| ---------------------------------------- | -------------- | ---------------------- | --- | ------------ |
| Berislav Šipuš: Pasija                   | Berislav Šipuš | Berislav Šipuš: Pasija | Zbor Hrvatske radiotelevizije; Tomislav Fačini, dirigent; Monika Cerovčec, sopran; Martina Gojčeta Silić, mezzosopran; Roko Radovan, tenor; Marko Špehar, bas; Sreten Mokrović, govornik; Branimir Pustički, violončelo; Mirjana Krišković i Veronika Ćiković, harfe; Hrvoje Sekovanić, Šimun Matišić, Marko Mihajlović, Fran Krsto Šercar, udaraljke | Cantus / HRT |
| Frano Parać: Ruke, za zbor a cappella    | Frano Parać    | Osluškivanja           | Zbor Hrvatske radiotelevizije, Tomislav Fačini, dirigent | Cantus       |
| Tomislav Uhlik: Djevojčica iz moje ulice | Tomislav Uhlik | Trio Jongen: Freske    | Trio Jongen | Cantus       |

### Nominacije u Kategoriji br. 26 – Najbolja izvedba klasične glazbe
| Izvođač | Skladba                                            | Album                                          | Nakladnik                                          |
| --- | -------------------------------------------------- | ---------------------------------------------- | -------------------------------------------------- |
| Chorus Angelicus, Capella Savaria, Dječji zbor glazbene škole u Varaždinu, Ivana Lazar, sopran; Tia Pikija, sopran; Sonja Runje, alt; Hugo Hymas, kontratenor; Franko Klisović, kontratenor; Emanuel Tomljenović, tenor; Grga Peroš, bariton; Krešimir Stražanac, bas; Zsolt Kalló; umjetnički voditelj; Capelle Savarie; dirigent: Anđelko Igrec     | Johann Sebastian Bach: Muka po Mateju, BWV 244     | Johann Sebastian Bach: Muka po Mateju, BWV 244 | Aulos / Chorus Angelicus / Koncertni ured Varaždin |
| Vedran Kocelj, Simfonijski orkestar HRT–a, Pavle Zajcev, dirigent | Igor Kuljerić: Pop–koncert za trubu i orkestar     | Otkrivanja                                     | Cantus                                             |
| Zbor Hrvatske radiotelevizije; Tomislav Fačini, dirigent; Monika Cerovčec, sopran; Martina Gojčeta Silić, mezzosopran; Roko Radovan, tenor; Marko Špehar, bas; Sreten Mokrović, govornik; Branimir Pustički, violončelo; Mirjana Krišković i Veronika Ćiković, harfe; Hrvoje Sekovanić, Šimun Matišić, Marko Mihajlović, Fran Krsto Šercar, udaraljke | Berislav Šipuš: Pasija                             | Berislav Šipuš: Pasija                         | Cantus / HRT                                       |
| Zbor i Simfonijski orkestar HRT–a. Dirigent: Tomislav Fačini. Solisti: Tanja Ruždjak, Franko Klisović, Roko Radovan, Jurica Jurasić Kapun, Jelena Miholjević, Maro Martinović | Igor Kuljerić: Kanconijer za glasove i instrumente | Igor Kuljerić: Kanconijer                      | HRT                                                |

### Nominacije u Kategoriji br. 27 – Najbolja snimka albuma klasične glazbe
| Majstor snimanja        | Album                                            | Izvođač | Nakladnik    |
| ----------------------- | ------------------------------------------------ | --- | ------------ |
| Božidar Pandurić        | Frano Parać: Carmina Krležiana / Missa Maruliana | Zbor i Simfonijski orkestar HRT–a, Cantores sancti Marci, Akademski zbor Ivan Goran Kovačić, Tonči Bilić, dirigent; Danijel Ljuboja, govornik; Kristina Kolar, sopran; Ljubomir Puškarić, bariton | Cantus / HRT |
| Krešimir Petar Pustički | Dubravko Palanović: Autorski album               | Marco Graziani, violina; Tibor Naglić, klavir; Renata Penezić, flauta; Zrinka Ivančić Cikojević, klavir; Darija Auguštan, sopran; Viktor Čižić, klavir; Petar Kovačić, violončelo; Alan Bjelinski, dirigent; Acoustic Project Strings; Acoustic project Chamber Orchestra                                                                             | Cantus       |
| Marijana Begović        | Berislav Šipuš: Pasija                           | Zbor Hrvatske radiotelevizije; Tomislav Fačini, dirigent; Monika Cerovčec, sopran; Martina Gojčeta Silić, mezzosopran; Roko Radovan, tenor; Marko Špehar, bas; Sreten Mokrović, govornik; Branimir Pustički, violončelo; Mirjana Krišković i Veronika Ćiković, harfe; Hrvoje Sekovanić, Šimun Matišić, Marko Mihajlović, Fran Krsto Šercar, udaraljke | Cantus / HRT |

### Nominacije u Kategoriji br. 28 – Najbolja produkcija albuma klasične glazbe
| Glazbeni producent                   | Album                                            | Izvođač | Nakladnik    |
| ------------------------------------ | ------------------------------------------------ | --- | ------------ |
| Krešimir Petar Pustički              | Berislav Šipuš: Pasija                           | Zbor Hrvatske radiotelevizije; Tomislav Fačini, dirigent; Monika Cerovčec, sopran; Martina Gojčeta Silić, mezzosopran; Roko Radovan, tenor; Marko Špehar, bas; Sreten Mokrović, govornik; Branimir Pustički, violončelo; Mirjana Krišković i Veronika Ćiković, harfe; Hrvoje Sekovanić, Šimun Matišić, Marko Mihajlović, Fran Krsto Šercar, udaraljke | Cantus / HRT |
| Krešimir Seletković, Pero Mihojević  | Frano Parać: Carmina Krležiana / Missa Maruliana | Zbor i Simfonijski orkestar HRT–a, Cantores sancti Marci, Akademski zbor Ivan Goran Kovačić, Tonči Bilić, dirigent; Danijel Ljuboja, govornik; Kristina Kolar, sopran; Ljubomir Puškarić, bariton | Cantus / HRT |
| Lovro Stipčević, Krešimir Seletković | Igor Kuljerić: Kanconijer                        | Zbor i Simfonijski orkestar HRT–a. Dirigent: Tomislav Fačini. Solisti: Tanja Ruždjak, Franko Klisović, Roko Radovan, Jurica Jurasić Kapun, Jelena Miholjević, Maro Martinović | HRT          |

### Nominacije u Kategoriji br. 29 – Najbolji album duhovne glazbe (izvan klasične i jazz glazbe)
| Album               | Izvođač           | Glazbeni producent / Urednik                         | Nakladnik |
| ------------------- | ----------------- | ---------------------------------------------------- | --------- |
| Ditiću malom hodite | Klapa Cesarice    | Ani Vuletić, Vedrana Šiša, Jurica Petar Petrač       | Laudato   |
| Vrijeme s Tobom     | Fra Marin Karačić | Švigi®, Luka Kotlar, Đuro Ravenšćak i Lovro Knežević | Laudato   |
| Zvizdan o Božiću    | Klapa Zvizdan     | Marko Tomasović                                      | Laudato   |

### Nominacije u Kategoriji br. 30 – Najbolji album s raznim izvođačima
| Album                          | Autor izdanja, urednik izdanja, programski urednik ili umjetnički direktor festivala | Nakladnik       |
| ------------------------------ | ------------------------------------------------------------------------------------ | --------------- |
| 70. Zagrebački festival 2023.  | Branimir Mihaljević                                                                  | Croatia Records |
| Melodije Jadrana – Split 2023. | Tomislav Mrduljaš                                                                    | Croatia Records |
| Zvučni zid                     | Vedran Peternel                                                                      | Menart          |

### Nominacije u Kategoriji br. 31 – Najbolji koncertni album
| Album                                   | Izvođač                        | Glazbeni producent                       | Nakladnik        |
| --------------------------------------- | ------------------------------ | ---------------------------------------- | ---------------- |
| Live – Dom Sportova, Zagreb, 2.12.2022. | Matija Cvek & The Funkensteins | Marko Gaćina                             | Menart           |
| Live at Dom sportova, 12.11.2022.       | Goran Bare & Majke             | Mauro Širol, Mario Rašić                 | Croatia Records  |
| Massimo Arena Zagreb                    | Massimo                        | Dragutin Smokrović Smokva, Massimo Savić | Aquarius Records |

### Nominacije u Kategoriji br. 32 – Najbolji instrumentalni album (izvan klasične i jazz glazbe)
| Album       | Izvođač            | Glazbeni producent | Nakladnik         |
| ----------- | ------------------ | ------------------ | ----------------- |
| Bed of Blue | Vlado Simcich Vava | Matej Zec          | Dallas Records    |
| Slowburn    | Nebojša Buhin      | Nebojša Buhin      | Nota Bene Records |
| Wanderlust  | Ivan Pešut         | Ivan Pešut         | Aquarius Records  |

### Nominacije u Kategoriji br. 33 – Najbolja instrumentalna izvedba (izvan klasične i jazz glazbe)
| Izvođač                         | Skladba                        | Album             | Nakladnik              |
| ------------------------------- | ------------------------------ | ----------------- | ---------------------- |
| Bruno Mičetić                   | Tree of Souls                  | Sonosphere        | Bruno Mičetić          |
| Ivan Pešut                      | She Left the Room (Wanderlust) | Wanderlust        | Aquarius Records       |
| Mangroove i Jazz orkestar HRT–a | Azimut theme                   | Nešto veće od nas | Aquarius Records / HRT |
| Vedran Ružić                    | Prvi stavak                    | Music Beyond Zen  | Vedran Ružić           |

### Nominacije u Kategoriji br. 34 – Najbolji video broj
| Video broj   | Redatelj               | Izvođač      | Nakladnik       |
| ------------ | ---------------------- | ------------ | --------------- |
| A gdje si ti | Filip Gržinčić         | Josipa Lisac | Croatia Records |
| Mama ŠČ!     | Radislav Jovanov Gonzo | Let 3        | Dallas Records  |
| Mamacita     | Rino Barbir            | Vojko V      | Croatia Records |

### Nominacije u Kategoriji br. 35 – Najbolje likovno oblikovanje albuma
| Autor likovnog oblikovanja                | Album                                            | Izvođač | Nakladnik        |
| ----------------------------------------- | ------------------------------------------------ | --- | ---------------- |
| Ana Despot, Vladimir Urban                | U mojim tajnim notama                            | Gina | Aquarius Records |
| Marko Tadić, Ana Nikolić Baće, Emil Šimik | Berislav Šipuš: Pasija                           | Zbor Hrvatske radiotelevizije; Tomislav Fačini, dirigent; Monika Cerovčec, sopran; Martina Gojčeta Silić, mezzosopran; Roko Radovan, tenor; Marko Špehar, bas; Sreten Mokrović, govornik; Branimir Pustički, violončelo; Mirjana Krišković i Veronika Ćiković, harfe; Hrvoje Sekovanić, Šimun Matišić, Marko Mihajlović, Fran Krsto Šercar, udaraljke | Cantus / HRT     |
| Damir Očko, Ana Nikolić Baće, Emil Šimik  | Frano Parać: Carmina Krležiana / Missa Maruliana | Zbor i Simfonijski orkestar HRT–a, Cantores sancti Marci, Akademski zbor Ivan Goran Kovačić, Tonči Bilić, dirigent; Danijel Ljuboja, govornik; Kristina Kolar, sopran; Ljubomir Puškarić, bariton | Cantus / HRT     |
| Dušan Đurđević                            | Samo hrabro i bezveze!                           | M.O.R.T. | LAA              |
| Vinko Pelicarić                           | Dvojko                                           | Vojko V | Croatia Records  |

## Vanjske poveznice
- Službena stranica
- HDS